# Кользасс
Кользасс (нім. Kolsass) —  громада округу Інсбрук-Ланд у землі Тіроль, Австрія.
Кользасс лежить на висоті  553 м над рівнем моря і займає площу  3,34 км². Громада налічує 1550 мешканців. 
Густота населення 464/км².  
|                                   |
| Кользасс на мапі округу та землі. |

 Адреса управління громади: Fiechterweg 2, 6114 Kolsass. 

## Демографія
Історична динаміка населення міста за даними сайту Statistik Austria

## Виноски
1. ↑  Dauersiedlungsraum der Gemeinden Politischen Bezirke und Bundesländer - Gebietsstand 1.1.2018 — Статистичне управління Австрії.
2. ↑  https://www.statistik.at/blickgem/blick1/g70322.pdf
3. ↑  www.kolsass.gv.at. Архів оригіналу за 2 жовтня 2011. Процитовано 17 липня 2013.
4. ↑  Gemeindedaten von Kolsass. Архів оригіналу за 25 квітня 2021. Процитовано 17 липня 2013.

| Австрія | Це незавершена стаття з географії Австрії. Ви можете допомогти проєкту, виправивши або дописавши її. |